# دوکسانی
دوکسانی (به چکی: Doksany) یک منطقهٔ مسکونی در جمهوری چک است که در ناحیه لیتومیریتسه واقع شده‌است. دوکسانی ۳٫۱ کیلومتر مربع مساحت و ۳۶۹ نفر جمعیت دارد و ۱۵۶ متر بالاتر از سطح دریا واقع شده‌است.